# بيفانج (جلغة)
بیفانج (بالفارسية: بیفانج) هي قرية تقع في إيران في قسم جلغة الريفي. يقدر عدد سكانها بـ 226 نسمة بحسب إحصاء 2016.